# Мадатова, Софья Александровна
Со́фья Алекса́ндровна Мада́това (урождённая Саблуко́ва; 12 декабря 1787 — 4 сентября 1875) — княгиня, фрейлина, мемуаристка и писатель. Сестра Н. А. и А. А. Саблуковых.

## Биография
Младшая дочь действительного тайного советника, сенатора и члена Государственного Совета Александра Александровича Саблукова (1749—1828) и Екатерины Андреевны Волковой (ум. 1820). Родилась в Петербурге, крещена 12 декабря 1787 года в церкви Рождества Пресвятой Богородицы при Невской перспективе при восприемстве брата Николая и М. П. Нарышкиной. Вместе с сёстрами, Екатериной и Натальей, получила хорошее домашнее образование.

В 1809 году была пожалована во фрейлины двора. С 1816 года состояла при императрице Елизавете Алексеевне. В 1818 году сопровождала императрицу в её поездке в Дармштадт. В Веймаре познакомилась с Иоганном Гёте. Одно время за Саблуковой ухаживал А. И. Тургенев и думал на ней жениться. 13 июля 1824 года вышла замуж за генерал-лейтенанта князя В. Г. Мадатова (1782—1829) и оставила двор. Венчание было в церкви Царскосельского дворца. К. Я. Булгаков писал брату из Петербурга:
Мы были в воскресенье на свадебном ужине у Мадатова. Это походило немного на «Тысячу и одну ночь». Улица и двор весь наполнены были любопытными, лестница — цветами и музыкантами; в первых дверях — арап и персиянин в богатых одеждах, в гостиной — все грузинские цари и царицы в нарядных платьях, везде освещение ужасное. Ужин был славный, играла музыка, пили шампанское и разъехались, взяв по фунту конфет.
Семейная жизнь была счастливой, но недолгой. После свадьбы супруги уехали в Тифлис, а оттуда в своё имение. В 1829 году князь Мадатов скончался. Будучи очень доброй и образованной личностью, благоговея перед памятью своего мужа, Мадатова составила при содействии М. Е. Коцебу, А. С. Хомякова и И. М. Бакунина книгу «Жизнь генерал-лейтенанта князя Мадатова» (СПб., 1837; 3-е изд. 1874). Её воспоминания об императрице были напечатаны в «Русской старине» (1884, т. 44). Помимо этого, ей принадлежит статья: «Князь В. Г. Мадатов» (ib. 1873, т. VII). Письмо к ней императрицы Елизаветы Алексеевны — (там же, 1877, т. XX).
Скончалась 4 сентября 1875 года. Похоронена рядом с мужем на Тихвинском кладбище Александро-Невской лавры.